# Waldemar Soria Rodríguez
Waldemar Soria Rodríguez (Lamas, 6 de junio de 1936) es un exdocente de educación primaria, periodista, escritor de historias y cuentos de la selva peruana. Ha ejercido la docencia desde 1964 hasta 1976. El periodismo lo viene ejerciendo desde 1956 a través de radio, TV y prensa escrita. Desde 1992 hasta la actualidad se dedica a la investigación sobre la historia de hechos acontecidos en la selva peruana, su primera publicación fue  "Ucayali: Crónicas y Efemérides”.

## Reseña biográfica
Vida personal y educación
Waldemar Soria Rodríguez nació en 1936 en el distrito de Shanao, Provincia de Lamas en el Departamento de San Marín, ubicado en el nororiente del Perú, es el hijo mayor de cuatro hermanos. Su padre fue Hercilio Soria Vargas (Lamas, 1911 – 1985) quien fue soldado voluntario en el conflicto con Colombia (1932 – 1933) y su madre fue Bruna Rodríguez Ríos (Shanao, 1912 – 1986). 
Waldemar, pasó los años de su niñez en su tierra natal hasta  los 12 años de edad (1948), donde cursó parte de sus estudios primarios en la escuela fiscal 12007; luego se trasladó con su familia a la ciudad de Lamas, donde concluyó sus estudios primarios en el centro educativo 1201. Durante esa época en Lamas no había colegio secundario y por razones económicas y de salud de su madre no permitieron fuera a estudiar en Tarapoto, Moyobamba o Saposoa que en el Departamento de San Martín eran las únicas ciudades privilegiadas que contaban con colegios de educación secundaria, en ese entonces él tenía 14 años de edad por lo que su padre decidió contratar una profesora para que le enseñara mecanografía y taquigrafía
El 11 de agosto de 1956 se casó con Cesith del Castillo Carbajal, con quien tuvo ocho hijos, la mayor de nombre Lilia, falleció a los dos años de edad con neumonía. 
El 19 de junio de 1968 se registró un fuerte sismo que azotó con mayor fuerza a las ciudades de Moyobamba, Rioja y Lamas, donde fallecieron 15 personas y decenas de casas antiguas quedaron en ruinas; por lo que se reunieron varios ciudadanos en la Municipalidad Provincial de Lamas donde formaron una comisión organizadora para constituir la Cooperativa de Vivienda Ancohallo Limitada, cuya presidencia  le fue asignado en marzo de 1969. 
Sus estudios de secundaria, los realizó en el colegio nacional Jiménez Pimentel de la ciudad de Tarapoto. Al año siguiente de haber concluido sus estudios viajó a Lima para continuar estudiando su curso de profesionalización y en 1970 obtuvo su Título de Profesor de Educación Primaria.
En 1973, presidió el Centro Federado de Periodistas de San Martín y Co-presidió el Frente de Defensa de los Intereses de Lamas y dirigió la gesta cívica de enero de 1975 junto a otros líderes; en la ciudad de Lamas donde residió hasta 1976.
En el período de 1981 - 1986, se desempeñó como Jefe de Relaciones Públicas de la Municipalidad Provincial de Coronel Portillo (Departamento de Ucayali).
En 1985, constituyó el Instituto de Investigación y Apoyo al Desarrollo de Ucayali – IIADU, cuyo objetivo era apoyar en el mejoramiento de las condiciones de vida de mujeres de los sectores más empobrecidos de la ciudad para el cual se contó con el financiamiento de organismos europeos.
En 1986 fue candidato a regidor con el número 2 a la Municipalidad Provincial de Coronel Portillo a través del Movimiento Independiente del Pueblo para el Pueblo – MIPP.
En 1992 fue incorporado al Colegio de Periodistas del Perú, con el Registro de la Orden Nro.066 a través del cual se le acredita como Colegiado y lo faculta para el ejercicio de la profesión en el territorio de la República del Perú.  
En los años 1994 y 1996, ejerció los cargos de Vicepresidente de la Asociación Nacional del Colegio de Periodistas del Perú, ambos, filiales de Ucayali.
En el 2000 y 2021 laboró en el Congreso de la República del Perú como asistente en el despacho del congresista por Ucayali, Manuel Vázquez Valera.
Educador

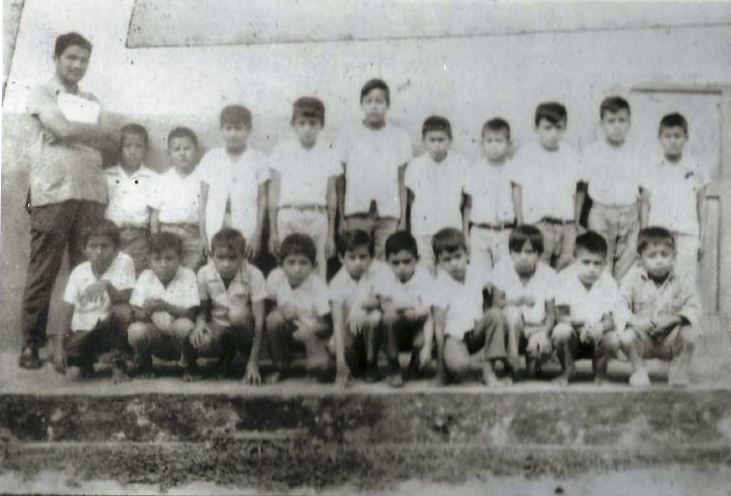
Waldemar Soria Rodríguez con sus alumnos en 1970

En 1953 se inició como maestro en el Centro Escolar de Segundo Grado N.º 1204 en el Centro Poblado de Agua Blanca, Provincia de Lamas  cuando tenía 17 años de edad, luego fue destacado al Centro Educativo Nro. 12021 en el Centro Poblado de Yumbatos (Provincia de Lamas- Departamento de San Martín) donde laboró  hasta 1964. 
En 1964 fue designado Director de la Escuela Mixta Nro. 12063 del Centro Poblado de Huapo (Provincia de Lamas, Departamento de San Martín), habiendo laborado hasta 1968, donde además se dedicó a hacer trabajo comunitario, logrando gestionar  la donación de materiales de construcción para realizar el mejoramiento de la infraestructura del centro educativo de la comunidad.
En 1968 fue destacado a la Escuela 12053 de la ciudad de Lamas, posteriormente fue  designado como Director de la Escuela Mixta 12003 de la misma ciudad.
En los años 1968 a 1975 durante la dictadura del General Juan Velasco Alvarado, donde los maestros vivieron tiempos muy difíciles, fue elegido en la Convención Provincial de maestros primarios, Secretario General del SUTEP- Lamas, desde ese cargo trabajó junto a los maestros para la unificación del magisterio nacional que terminó en la constitución del Sindicato Unitario de Trabajadores de la Educación del Perú, glorioso SUTEP.
En 1976 solicitó su cese de servicios en el magisterio, después de haber laborado 23 años y dieciséis días.
Periodista
En 1956 se inicia en el periodismo como comentarista en el programa de noticias Actualidad del Medio Día de Radio Tropical de Tarapoto en el Departamento de San Martín.

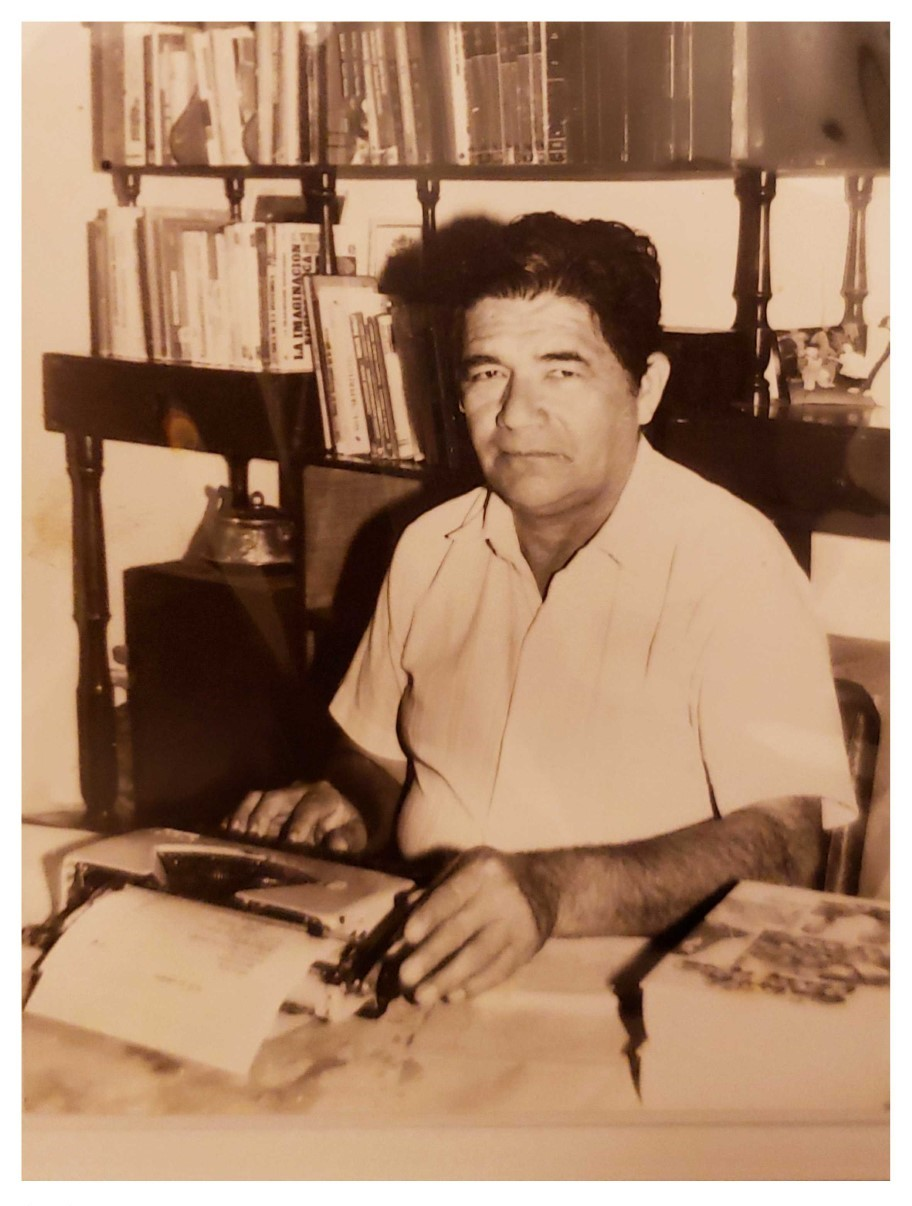
Waldemar Soria Rodríguez en 1986

En 1973 fue director del Semanario Huauki que en español significa  “amigo”, al que añadieron el eslogan Voz y Pensamiento del Pueblo de Lamas, fue colaborador del Semanario El Tarapotino y la revista Pueblo de Tarapoto. En 1974 incursionó en el periodismo deportivo.
Desde 1981 hasta enero de 1996 escribió sus crónicas de corte político y social para ser leídas en el programa Mundo Noticias dirigido por el periodista Abner Monroy en Radio Nuevo Mundo de Pucallpa, quien falleció el 24 de enero de 1996.
Participó en la publicación del Quincenario La Región; escribió temas de corte político y social para los diarios Ímpetu y Ahora; fue editor de la revista PANO del Colegio de Periodistas, filial Ucayali; se desempeñó como comentarista en los noticieros de radio FM Estéreo 100, Canal 6 TV regional (América TV) y Visión Regional de Global TV13 de Pucallpa. Fue corresponsal del diario La Voz de Lima
Actualmente, publica sus crónicas y diversos temas de interés local en programa Mundo Noticias de Radio El Progreso; así como en el Diario Ímpetu de Pucallpa.

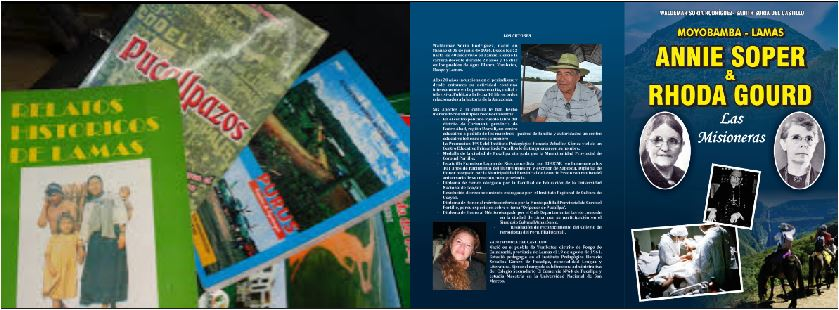
Publicaciones de Waldemar Soria Rodríguez

## Publicaciones
- Las Misioneras.
- Tributo Histórico a Lamas – Testimonio Gráfico
- Historias  de la Región Ucayali
- Memorias
- Historias  de la Región Ucayali
- Atalaya
- Relatos  Históricos de Lamas
- Las Fronteras del Purús y Yurúa Ayer y Hoy

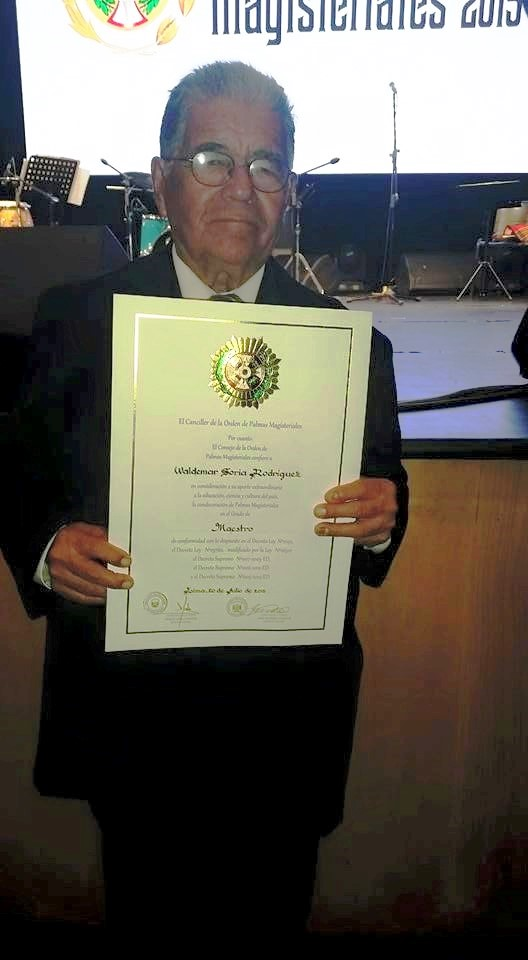
Waldemar Soria Rodríguez con las Palmas Magisteriales 2015

- Por las  Rutas del Boquerón
- Colegio Faustino Maldonado

- Hitosoria  y Geografía de Iparía

- Pucallpazos

- Relatos  Históricos de Lamas
- Orígenes de Pucallpa
- Ucayali Población y Raíces
- Masisea  Primer Centenario
- Crónicas  de la Selva
- Purús Frontera de Esperanza
- Ucayali  Crónicas y Efemérides
- Relatos  Históricos de Lamas
- Ucayali  Crónicas y Efemérides

## Distinciones
- Premio Palmas Magisteriales 2015 en el Grado de Maestro, que es la más alta distinción que otorga el Estado peruano a los profesionales por su aporte a la educación, ciencia y cultura del país.
- El 16 de agosto de 2015, la Dirección Regional de Educación de Ucayali, resolvió asignar la denominación de “Waldemar Soria Rodríguez” a la Institución Educativa Nro.65037, ubicado en la carretera Neshuya–Curimaná, Km.21, Caserío Pueblo Libre, Distrito de Curimaná, Provincia y UGEL de Padre Abad en la Región Ucayali.
- Medalla Cívica y Diploma como Hijo Ilustre y Predilecto de la ciudad por la Municipalidad Provincial de Lamas (Región San Martín), 2016.
- Medalla de la ciudad de Pucallpa (Región Ucayali) en el Grado de las Letras y el Arte, 2013.
- Premio con la Estatuilla del Escritor Francisco Izquierdo Ríos, de la Municipalidad Provincial del Huallaga (Saposoa- Región San Martín) y EDUCAP- Perú, en el marco del III Encuentro Anual de Mateo Paiva con su pueblo, 2013.
- Homenaje del Alcalde, Loiber Rocha Pineda del Distrito de Curimaná, Provincia de Padre Abad en Ucayali en la Institución Educativa “Waldemar Soria Rodríguez”, 2013.
- Premio de Personalidad Meritoria de la Cultura de la Región Ucayali por la Dirección Regional de Cultura de Ucayali, 2010.
- Resolución Ejecutiva Nro.0005-2010/CPP-U/D de reconocimiento del Consejo Regional de Periodistas de Ucayali, 2010.
- Diploma de reconocimiento en conmemoración al Día Mundial del Turismo, por el Gobierno Regional de Ucayali, 2010.
- Premio Hijo Ilustre de la Universidad Alas Peruanas, filial Pucallpa (Región Ucayali), 2009.
- Diploma de reconocimiento con motivo de las celebraciones por la Semana Jubilar de Pucallpa, por la Municipalidad Provincial de Coronel Portillo (Ucayali), 2009.